# Tithaeus tenuis
Tithaeus tenuis is een hooiwagen uit de familie Tithaeidae. De originele naamcombinatie (protoniem) is Tithaeus tenuis Roewer, 1949. De huidige (vanaf 2023) geldig wetenschappelijke naam van Tithaeus tenuis Gaat terug op Carl Frederick Roewer.